# Октябрський (Александровський район)
Октя́брський (рос. Октябрьский) — селище у складі Александровського району Томської області, Росія. Адміністративний центр та єдиний населений пункт Октябрського сільського поселення.

## Населення
Населення — 194 особи (2010; 302 у 2002).
Національний склад (станом на 2002 рік):
- росіяни — 88 %